# Ibland bara måste man
Ibland bara måste man är en ungdomsbok från 2003 av David Levithan. 

## Handling
Paul bor i en liten gayvänlig stad i USA, han går i high school och umgås med sina vänner. När han träffar Noah, som är precis nyinflyttad, blir de förälskade i varandra och boken handlar sedan om de två och Pauls andra problem med vänner och skolan.

## Utmärkelser
Boken vann en Lambda Literary Award 2003.